# Arifureta shokugyō de sekai saikyō
Arifureta shokugyō de sekai saikyō (ありふれた職業で世界最強, litt. « D’une occupation banale au plus fort du monde »), abrégée Arifureta (ありふれた), AriShoku (あり職) ou encore Arifure (ありふれ), est une série de light novel japonais écrite par Ryō Shirakome et illustrée par Takayaki. Elle est aussi connue sous son titre anglais Arifureta: From Commonplace to World's Strongest.
L'histoire suit Hajime Nagumo, jeune lycéen qui est transporté dans un autre monde avec le reste de sa classe et leur professeur, mais se retrouve rapidement isolé. Il doit alors se battre pour survivre dans un environnement hostile.
Publiée à l'origine en ligne sur le site Shōsetsuka ni narō, elle est éditée par Overlap depuis juin 2015,. Une présuite est publiée depuis décembre 2017.
Elle est aussi adaptée en manga, prépubliée dans le webzine Comic Gardo d'Overlap depuis décembre 2016, ainsi qu'un spin-off yonkoma depuis juillet 2017 ; et en romans présuites depuis février 2018,,. Une version française du manga principal est éditée par Delcourt avec sa collection Delcourt/Tonkam depuis juillet 2020, sous le titre Arifureta - De zéro à héros,.
Une adaptation en série d'animation est produite par White Fox et asread : une première saison est diffusée pour la première fois entre le 8 juillet et le 7 octobre 2019, ; une deuxième saison, entre le 13 janvier et le 31 mars 2022, ; et une troisième saison, entre le 14 octobre 2024 et le 17 février 2025.

## Intrigue
Hajime Nagumo est un lycéen ordinaire et bienveillant persécuté par le reste de sa classe à cause de sa relation privilégiée avec leur « idole », Kaori Shirasaki.
Lorsqu'ils furent transportés avec leur professeur dans un autre monde fantastique en tant que héros, alors que la plupart de ses condisciples acquièrent de puissantes compétences, notamment magiques, ainsi que des statistiques élevées, Hajime n'obtient seulement qu'une classe non combattante de « Synergiste », sorte de technicien avec des statistiques médiocres et la capacité de transmuter des matériaux solides, compétence commune des artisans et forgerons, ceci renforçant le mépris de ses pairs.
Durant une conquête de donjon dans le Labyrinthe d'Orcus, en aidant ses camarades et sauvant Kaori, il est trahi par l'un de ses condisciples et, hormis par cette dernière qui s'y refuse, laissé pour mort dans les bas-fonds encore inexplorés dudit donjon : à la merci de monstres théoriquement trop puissants et dangereux pour lui qui infestent les lieux, et voué à une mort presque certaine, Hajime parvient toutefois à survivre...
Isolé en terrain inconnu et hostile, livré à lui-même et acculé par un monstre venant de lui prendre son bras gauche, avec la rage du désespoir il se jure de s'en sortir malgré tout et devenir plus fort pour rentrer dans son monde d'origine, par tous les moyens nécessaires et tuant quiconque se mettrait sur sa route : afin de réussir son échappée du donjon, il fait travailler sa capacité avec ses connaissances ainsi que son ingéniosité pour améliorer significativement ses statistiques et compétences, acquérant de nouveaux pouvoirs et se créant des armes, des outils et même, plus tard, des prothèses magiques pour remplacer son membre perdu ainsi que son œil droit.
Au cours de son exploration pour trouver une sortie, il fait une rencontre qui va changer son existence : celle d'une princesse vampire immortelle nommée Yue, elle aussi trahie par ses pairs et emprisonnée au cœur du labyrinthe depuis trois siècles, qui gagne sa confiance et se lie à lui dans leur malheur commun, suivant leurs propres intérêts contre le reste du monde.
Le couple accueille de nouveaux membres dans leur groupe au fil de leurs aventures pour atteindre leurs objectifs personnels, sans faire cas des enjeux en cours.

## Personnages

### Principaux

#### Protagoniste
Hajime Nagumo (南雲ハジメ, Nagumo Hajime) / « Maître » (ご主人様, Goshujinsama) (par Tio) / « Patron » (ボス, Bosu/Boss) (par la tribu des Haulia) / « Papa » (パパ) (par Myu) / « Chéri » (あなた, Anata) (par Remia) / l’« Anomalie » (イレギュラー, Iregyurā/Irregular) (par les Apôtres) / le « Bon à rien » (無能, munō) (ancien sobriquet par ses condisciples)
Voix japonaise : Toshinari Fukamachi (ja),
Classe : « Synergiste » (錬成師, renseishi)
Un lycéen de dix‐sept ans ordinaire et mésestimé par ses camarades de classe.
Transporté avec eux dans un autre monde, il n'y possède qu'une compétence technicienne de transmutation de très bas niveau. Trahi et laissé pour mort par ses pairs, il cherche par lui-même un moyen de rentrer dans son monde.
En plus des compétences monstrueuses qu'il obtient par hybridation — qui blanchit ses cheveux et rougit ses yeux — durant sa survie dans les sous-sols du Labyrinthe, il démontre une connaissance approfondie des armes à feu, ainsi qu'un talent ingénieux — et inspiré par sa culture d'otaku — à fabriquer toutes sortes d'armes et équipements. Parmi les plus notables figurent :
- Donner et Schlag (ドンナー・シュラーク, Donnā Shurāku), une paire de revolvers ;
- Schlagen (シュラーゲン, Shurāgen), un fusil anti-matériel ;
- Orkan (オルカン, Orukan), un lance-roquettes ;
- et le véhicule tout-terrain à transmission intégrale magique Brise (魔力駆動四輪 ブリーゼ, Maryoku kudō yonrin Burīze), un Hummer armé qu'il conduit en tant que moyen de locomotion de son groupe.

À l'origine gentil, bienveillant et dévoué envers les autres, mais aussi courageux malgré ses faiblesses ainsi que sa passivité face aux brimades, ce qui lui a valu des abus et du mépris, l'expérience traumatisante de cette ultime trahison dans le Labyrinthe, de sa survie ainsi que la cruauté du sort s'acharnant sur lui malgré son bon comportement passé, lui font radicalement changer de perspective ainsi que d'attitude, s'endurcissant et adoptant une psychologie plus grise d'antihéros battant, individualiste et relativement amoral, ne s'encombrant plus de scrupules moralistes ni du regard des autres pour atteindre ses objectifs et suivre ses principes.

#### Groupe d'Hajime Nagumo
Yue (ユエ) / Aletia Galdea Vesperitio Avatarl (アレーティア・ガルディエ・ウェスペリティリオ・アヴァタール, Arētia Garudie Wesuperitirio Avatāru) (nom réel)
Voix japonaise : Yūki Kuwahara (ja),
Classe : « Sorcière » (神子, miko)
Une princesse Vampire, espèce considérée éteinte, de trois cent vingt‐trois ans (douze en apparence) libérée des abysses du Labyrinthe d'Orcus par Hajime.
Emprisonnée par son oncle trois siècles avant leur rencontre et partageant son malheur, elle se lie avec Hajime (qui lui choisit un nouveau nom) dans leur quête individualiste.
Spéciale même pour ses semblables, elle a la particularité d'être immortelle (ses blessures se régénérant automatiquement) et de maîtriser la magie de combat (offensive et défensive), ne recouvrant ses forces qu'en suçant le sang d'Hajime. En jeune rêveuse lunaire et amoureuse romantique, elle tient un journal intime de ses impressions et aspirations (essentiellement centrées sur son compagnon et radicalement planifiées) durant leurs pérégrinations. Sa personnalité de noble sûre — à tort ou à raison — d’elle-même ainsi que de ses compétences s’exprime par des « Hmm… » (ん〜, nn…) laconiques.
Shea Haulia (シア・ハウリア, Shia Hauria) / la « Lapine surpuissante » (バグウサギ, Bagu/Bug usagi) (surnom) / « Lapin crétin » (残念ウサギ, zan’nen usagi) (anciennement par Hajime)
Voix japonaise : Minami Takahashi (ja),
Classe : « Divinatrice » (占術師, senjutsushi)
Une Fille-lapine de seize ans enfant de chef d'une tribu semi-humaine faible et froussarde, qui guettait Hajime et Yue à leur sortie du Labyrinthe d'Oscar Orcus.
Fonceuse, candide et tête en l'air, en dépit de ses sarcasmes réguliers elle assume des sentiments pour Hajime, du fait de leurs passés respectivement difficiles et de leur condition partagée de laissés-pour-compte.
Seule de son clan à posséder des aptitudes magiques, elle a la capacité unique de voir un futur hypothétique (selon ses choix et actes), spécificité qui leur a valu par le passé l'ostracisation de leurs semblables, et se bat avec le marteau massif Drucken (ドリュッケン, Doryukken) conçu par Hajime comme arme de prédilection, étant disposée à la magie de renforcement musculaire qui lui confère une grande force de frappe. Sa simplicité enfantine s’exprime par des copules soutenus (〜です, … desu) et appuyés.
Tio Klarus (ティオ・クラルス, Tio Kurarusu) / « Super‐Tio » (スーパーティオさん, Sūpā Tio‐san) (surnom) / la « Perverse » (変態, hentai) (par Hajime)
Voix japonaise : Yōko Hikasa,
Classe : « Gardienne » (守護者, shugosha)
Une princesse Dragonne de Jais de cinq cent soixante‐trois ans (vingtenaire en apparence) assujettie à portée du village d'Ur par Hajime dans des circonstances étranges.
Soumise de son propre chef, elle assume derrière sa noblesse et sa dignité affectée des penchants masochistes pour son « maître », qui poursuivi de ses assiduités ne se prive pas d'y répondre par le mépris (pour son plus grand bonheur).
Les membres de son espèce, qui vivent ordinairement cachés, possèdent une forme humanoïde en plus de leur forme draconique : la sienne est celle d’une jeune dame noble typée Japonaise à forte poitrine, apprêtée en kimono et armée d’un éventail de guerre. Son côté « grande sœur (relativement) exemplaire » s’exprime avec sa maturité de doyenne par un registre archaïque ainsi que des « Oui/Non… » (うむ〜, umu…) et « … n’est‐il pas ? » (〜じゃ, … ja) soutenus.
Kaori Shirasaki (白崎香織, Shirasaki Kaori)
Voix japonaise : Saori Ōnishi (ja),
Classe : « Guérisseuse » (治癒師, chiyushi)
L'une des condisciples de dix‐sept ans d'Hajime et idole de leur classe.
Bien avant leur arrivée dans ce monde, elle était la seule d'entre eux à entretenir de bons rapports avec Nagumo et à lui témoigner de l'affection, allant jusqu'à apprendre ses goûts en bandes dessinées et œuvres animées pour entretenir des conversations avec lui : seule son amie Shizuku fut au courant des sentiments qui l'animent.
Au sein de leur classe, elle acquiert un rôle de premier plan en tant que guérisseuse après leur transportation dans l'autre monde. Meurtrie par la disparition d'Hajime dans les tréfonds du Labyrinthe mais refusant de l'abandonner, elle reste la seule de ses camarades à croire en sa survie et à faire des efforts pour le rechercher lors de leurs explorations suivantes. À la suite de leurs retrouvailles, elle quitte son Groupe du Héros ainsi que leurs condisciples pour le rejoindre dans le sien, assumant ses sentiments envers Hajime et manifestant — malgré son rejet — sa détermination à ravir son cœur à sa rivale désignée, Yue.
Plus tard, son âme est placée dans le corps d'une Apôtre — dont les capacités se joignent aux siennes — après qu'elle a été mortellement poignardée lors de l'attaque d'Heiligh par les forces armées de Garland. Sous cette forme, elle peut voler avec des ailes et utilise une paire d’épées au corps à corps. Sa personnalité d’« amoureuse follement jalouse » est comiquement trahie par un hannya ainsi qu’une faculté instinctive à « ressentir » à distance les situations de séduction ou équivoques d’une autre fille avec Hajime.
Myu (ミュウ, Myū)
Voix japonaise : Yui Ogura,
Une « Fillette des Mers » (fille-poisson comparable à une sirène bipède) de quatre ans capturée par des trafiquants de Semi-Humains et ramenée dans une ville afin d'y être vendue au marché noir, elle est secourue comme d'autres et récupérée par Hajime, qui la prend finalement en affection et l'emmène dans son groupe pour en prendre soin, le temps de la réunir avec sa mère.
Incarnation enfantine et fragile de mignonnerie au dernier degré, elle adore son sauveur qu'elle désigne comme son père (n'en ayant plus) au point de l'appeler « Papa » : ce dernier se laisse progressivement prendre au jeu, la traitant dès lors comme sa propre fille et prenant son rôle paternel très à cœur. Sa personnalité sincère et volontaire s’exprime par des « … pas vrai ? » (〜なの, … na no) langagiers.

### Secondaires

#### Classe d'Hajime Nagumo
Aiko Hatayama (畑山愛子, Hatayama Aiko) / la « Déesse de la Fertilité » (豊穣の女神, Houjou no megami) (par Hajime puis le peuple de Tortus)
Voix japonaise : Ai Kakuma (ja),
Classe : « Agronome » (作農師, sakunōshi)
La petite professeure de la classe d'Hajime.
Titulaire et représentante de ses élèves auprès des Humains d’Heiligh, elle veille à ce que les demandes et attentes envers son groupe d'adolescents ne soient ni abusives ni trop dangereuses pour ces derniers.
Après la disparition présumée d'Hajime, les élèves les plus faibles (factuellement, ceux trop inutiles ou presque en combat pour suivre les plus forts de la classe), qui restaient alors en retrait mais sont inspirés par ce dernier, la rejoignent finalement pour l'assister dans ses tâches agricoles, rôle vital pour le royaume lui attirant les bonnes grâces du peuple qui, sous l'impulsion d'Hajime, lui voue un culte.
Soucieuse de ses responsabilités d'adulte et investie en tant qu'institutrice, elle protège ses élèves autant qu'elle le peut bien qu'elle ne puisse pas toujours, et malgré le respect qu'ils lui témoignent, réussir à imposer son avis. Elle s'inquiète pour eux jusqu'à s'en montrer butée, tenant tête aux cas même les plus difficiles pour tenter de les remettre sur le droit chemin. En s'acharnant personnellement sur le cas d'Hajime, elle développe et trahit une certaine attirance pour son élève.

##### Groupe du Héros
Groupe constitué des élèves considérés comme les plus forts ou courageux de la classe, ils sont en première ligne lors des quêtes et explorations pour trouver un moyen de rentrer chez eux.
Shizuku Yaegashi (八重樫雫, Yaegashi Shizuku)
Voix japonaise : Yumiri Hanamori (ja),
Classe : « Épéiste » (剣士, kenshi)
La meilleure amie de Kaori, qu'elle a toujours protégée.
Connaissant depuis longtemps les sentiments de cette dernière pour Hajime, elle l'a soutenue et témoigne en ce sens certains égards envers l'intéressé, contrairement aux autres. D'une personnalité forte et volontaire qui impose le respect, ainsi que dotée d'un sang-froid à toute épreuve, elle ne cesse de s'entraîner quotidiennement quand elle en a l'occasion : de ce fait, et bien que ce ne soit (contrairement à ce qu'elle croit) un secret pour personne, elle n'assume pas son faible très féminin pour tout ce qui est « mignon ».
Fidèle à sa classe et à ses efforts, elle démontre de grandes compétences d'épéisme.
Kōki Amanogawa (天之河光輝, Amanogawa Kōki)
Voix japonaise : Tetsuya Kakihara,
Classe : « Héros » (勇者, yūsha)
Le chef éponyme du groupe et antithèse d'Hajime dans leur classe : un élève populaire et estimé, ainsi que meneur spontané.
Cette inclinaison naturelle est confirmée par sa classe (et ses pouvoirs) de Héros, prenant un rôle d'autant plus important envers ses camarades que beaucoup d'espoirs reposent sur ses épaules : il a toutefois tendance à être égocentrique et naïf, manquant cruellement d'expérience personnelle face aux épreuves et échecs, et jouant à tort ou à raison les parangons de chevalier moralisateur.
Il semble depuis longtemps amoureux de Kaori et, ignorant formellement ses sentiments (mais les sentant inconsciemment), l'encourageait déjà cependant à ne pas discuter avec Hajime en trahissant une certaine jalousie.
Ryūtarou Sakagami (坂上龍太郎, Sakagami Ryūtarō)
Voix japonaise : Kijima Ryūichi (ja),
Classe : « Moine(-guerrier) » (拳士, kenshi)
Membre majeur et bras droit imposant du Groupe du Héros.
Armoire à glace d'1,90 m, de bon caractère et semblant conservant la tête sur les épaules ainsi qu'une humeur volontaire en toute circonstance, il est un soutien fiable pour ses camarades et l'un de leurs piliers moraux. Il trahit durant une épreuve de Labyrinthe une attirance puissante — et visiblement réciproque — pour sa petite camarade Suzu.
Bras armé le plus physiquement fort et résistant parmi ses camarades, en qualité de pratiquant martial se battant avec ses poings et l'aide de la magie il a un rôle de premier plan pour son groupe en assaillant les monstres pour les attirer sur lui.
Suzu / Rin Taniguchi (谷口鈴, Taniguchi Suzu/Rin)
Voix japonaise : Ayasa Itou (ja),
Classe : « Experte en champs de force » (結界師, kekkaishi)
Membre de soutien du Groupe du Héros.
Petite fille d'apparence enfantine et d'une personnalité légèrement naïve, elle a l'habitude d'attribuer des surnoms à ses camarades et se considère comme la meilleure amie de Nakamura.
Au combat, elle a un rôle défensif de premier plan pour son groupe en créant des champs de protection magiques.
Kousuke Endou (遠藤浩介, Endō Kōsuke)
Voix japonaise : Junya Enoki,
Classe : « Assassin » (暗殺者, ansatsusha)
Un élève si discret qu'il peut en devenir « transparent », tant métaphoriquement au sein de sa classe que littéralement, grâce ses compétences d'assassin.
Il est le premier de son groupe à revoir Hajime après sa disparition (et transformation), alors qu'il était renvoyé à la surface pour quérir des renforts durant l'attaque sur son groupe par Cattleya dans le Labyrinthe d'Orcus.
N'ayant pas un naturel combatif, sa furtivité d'espion‐assassin sert essentiellement de soutien tactique passif à son groupe pour détecter des dangers, faire du repérage ou se faufiler sans se faire repérer.
Eri Nakamura (中村恵里 / 中村絵里, Nakamura Eri)
Voix japonaise : Asuka Nishi (ja),
Classe : « Nécromancienne » (降霊術師, koureijutsushi)
Fille à lunettes d'apparence douce et calme, elle était membre du comité de la bibliothèque scolaire dans leur monde d'origine.
Elle se révèle toutefois comme l'une des « Apôtres » d'Ehit, complice d'Hiyama — mais aussi, de Bagwa — en trahissant leur classe, après avoir activement contribué à une conjuration au sein d'Heiligh pour l'affaiblir puis, indirectement, à son invasion par les forces de Garland.
Ne souhaitant pas rentrer chez eux contrairement à ses camarades, elle est motivée, comme son duplice complice, par une obsession amoureuse malsaine, pour un de leurs condisciples : leur chef de groupe, Amanogawa.
Au combat, elle a un rôle de lanceuse de sorts et peut réanimer les cadavres de ses victimes pour les manipuler.
Daisuke Hiyama (檜山大介, Hiyama Daisuke)
Voix japonaise : Minoru Shiraishi (ja),
Classe : « Guerrier léger » (軽戦士, kei senshi)
Un élève peu populaire et persécuteur d'Hajime.
Leurs camarades ne savent pas vraiment pourquoi il s'acharne plus que les autres à lui mener la vie dure : il est révélé plus tard que c'est parce qu'il est comme Amanogawa, amoureux de Kaori et donc, jaloux d'Hajime.
Ceci expliquant cela, il est révélé comme le traître qui a sciemment attenté à sa vie au début de l'histoire, le précipitant dans les bas-fonds du Labyrinthe d'Orcus.
Après qu'il a mortellement poignardé Kaori durant l'invasion d'Heiligh, il est finalement éliminé par Hajime, qui le jette en pâture aux créatures des forces armées de Garland.
En plus de sa sournoiserie, ainsi qu'un manque d'intelligence le poussant parfois à des actes aussi irréfléchis que dangereux, il trahit une certaine couardise en se dissimulant facilement derrière les autres, mais aussi une grande lâcheté en laissant entrevoir son aisance à envisager l'abandon, la trahison ou de pactiser avec l'ennemi dès qu'un danger de mort trop grand pour lui se fait sentir.

#### Royaume d'Heiligh
La nation humaine de Tortus qui a accueilli en son sein le Pr Hatayama ainsi que ses élèves à la suite de leur invocation dans ce monde.
Eliheid S. B. Heiligh (エリヒド・S・B・ハイリヒ, Erihido S. B. Hairihi)
Voix japonaise : Masafumi Kimura (ja)
Le roi d'Heiligh, père de Liliana.
Accueillant chaleureusement les aventuriers invoqués de la classe d'Hajime et les traitant au début avec les égards qui leur sont dus, il est toutefois victime de la conjuration ourdie contre son royaume : subissant progressivement avec les autres figures d'autorité l'influence suspecte d'une mystérieuse nonne qui en fait des fanatiques d'Ehit, ils déclarent ultimement l'élève dissident comme un « hérétique » malgré les protestations de sa propre fille, qu'il se met dès lors à regarder comme une ennemie.
Il se fait tuer avec ses ministres par des soldats marionnettes de Nakamura lors de l'invasion des forces armées de Garland.
Liliana S. B. Heiligh (リリアーナ・S・B・ハイリヒ, Ririāna S. B. Hairihi) / « Lili » (リリ, Riri) (par ses amies)
Voix japonaise : Noriko Shibasaki (ja)
La princesse âgée de quatorze ans du Royaume d'Heiligh.
Elle se fait beaucoup de soucis pour les invoqués de la classe d'Hajime lorsqu'ils partent en mission pour leur compte.
Témoin discrète de la capture d'Aiko Hatayama par une femme suspecte dans les couloirs du château, elle réchappe à la conjuration contre son royaume en s'enfuyant pour trouver de l'aide auprès du groupe d'Hajime.
Meld Loggins (メルド・ロギンス, Merudo Roginsu)
Voix japonaise : Yasuhiro Mamiya (ja)
Capitaine des Chevaliers d'Heiligh chargé de la formation des aventuriers invoqués, et commandant la troupe d'escorte du Groupe du Héros dans le Labyrinthe d'Orcus.
Modèle respecté par ses hommes de chevalier expérimenté, compétent, humble et réaliste mais aussi courageux que dévoué, il est aussi un allié fiable et exemple de fortitude estimé par la classe d'Hajime (dont ce dernier, qui le juge vis‐à‐vis des siens comme « celui qui serait le plus regretté s'il mourait », et particulièrement admiré par Endou) avec qui il tisse des liens étroits, étant personnellement désireux de préserver leurs vies même au prix de la sienne.
Ne comprenant que trop tard la conjuration qui se trame au sein de son pays, il tombe dans un piège monté contre lui par Hiyama avant d'avoir pu prévenir celui à même de s'y opposer, et se fait éliminer dans sa fuite par Noint en lui transmettant en pensée sa volonté : son cadavre est ensuite récupéré et manipulé comme d'autres par Nakamura durant l'invasion pour perturber Amanogawa ainsi que leurs condisciples au combat, mais mis définitivement hors d'état de nuire par Hajime.

#### Royaume-démon de Garland
Une nation fondée par les démons.
Cattleya (カトレア, Katorea)
Voix japonaise : Hitomi Nabatame (ja)
Démone sous les ordres du commandant Freid Bagwa et fiancée de Mikhail.
Envoyée dans le Labyrinthe d'Orcus pour le conquérir, elle tombe sur le Groupe du Héros ainsi que leurs compagnons et, de très loin supérieure à eux en puissance, manque de peu les annihiler : elle en est cependant empêchée et tuée par Hajime, arrivé — en qualité d'aventurier affilié de la guilde — en renfort avec son propre groupe.
Freid Bagwa (フリード・バグアー, Furīdo Baguā)
Voix japonaise : Katsuyuki Konishi
Commandant suprême des armées démoniques de Garland et ami de Mikhail.
À la suite de l'exploit d'Hajime durant sa nouvelle descente (après s'en être précédemment échappé) dans le Labyrinthe d'Orcus, ayant contré leurs plans et tué l'une des leurs, il décrète son petit groupe comme une « anomalie » à éradiquer : il leur tend en ce but une embuscade au Labyrinthe caché dans le Volcan de Gruen. Détenteur d'une puissance qu'il aurait reçue d'une divinité, il se proclame comme étant un « Apôtre de Dieu ». Plus tard, il mène l'invasion de leurs forces armées contre le Royaume d'Heiligh.
Mikhail (ミハイル, Mihairu)
Voix japonaise : Makoto Ishii (en)
Démon de Garland, ami et subalterne de Freid Bagwa ainsi que fiancé de Cattleya.
Apprenant la mort de cette dernière du fait du groupe d'Hajime, il a des griefs personnels envers celui-ci.
Il périt toutefois en duel contre Shea durant l'invasion d'Heiligh.

#### Nation semi-humaine de Verbergen
Une nation fondée par les Semi-Humains.

##### Mer d'arbres d'Haltina
Une immense étendue forestière sur l'est du continent habitée par des Elfes et la majorité des Semi-Humains, dont la tribu lagothrope des Haulia à laquelle Shea appartient.
Cam Haulia (カム・ハウリア, Kamu Hauria) / « Cambantis Elfalight Rodelia Haulia le Chasseur sombre agitateur des Abysses » (深淵蠢動の闇狩鬼カームバンティス・エルファライト・ローデリア・ハウリア, shin’en shundō no yami kariki Kāmubantisu Erufaraito Rōderia Hauria) (autoproclamé)
Voix japonaise : Nobuaki Kanemitsu (ja)
Le père de Shea, Homme-lapin quadragénaire chef de la tribu des Haulia.
Ses congénères, faibles et froussards à leur rencontre, sont aidés par Hajime Nagumo et Yue ramenés par sa fille après leur sortie du Labyrinthe d'Orcus.
La transformation complète opérée dans sa tribu, après l'entraînement aussi spartiate qu'infernal du « Patron », en a fait un guerrier radicalement intrépide qui nargue sans se lasser ses ennemis même sous la torture, ce qui peut les rendre fous.
Altina Heipyst (アルテナ・ハイピスト, Arutena Haipisuto)
Voix japonaise : Misuzu Yamada (ja)
La princesse Elfine (de moins de seize ans) de Verbergen, comptant parmi les captifs d’Hoelscher libérés grâce au clan des Haulia puis rapatriés avec eux par Hajime Nagumo en compagnie de son propre groupe et de celui du Héros.
À cause de son statut et de son parcours, elle ne put se socialiser pour se faire des amis et s’en ressent esseulée. Par leur longévité de nature, elle a toujours le corps et la personnalité d'une fillette : néanmoins, à l’instar de son ancienne congénère des Libérateurs ou de Tio, elle révèle (dans son cas, pour son homologue Shea dont elle souhaite se faire une amie) des penchants masochistes inassouvis.
Ulfric Heipyst (アルフレリック・ハイピスト, Arufurerikku Haipisuto)
Voix japonaise : Makoto Ishii (ja)
Le grand‐père au moins bicentenaire d’Altina, Elfe souverain à la tête des Anciens de Verbergen.
Reconnaissant envers les Haulia ainsi que le groupe de « leur patron » pour avoir sauvés les leurs (dont sa petite‐fille), il les accueille à bras ouverts malgré l’ostracisation antérieure du clan de Shea.
Sa personnalité témoigne d’une sagesse tranquille. Du fait de leur longévité naturelle, il apparaît — selon des normes humaines — fort jeune pour un aïeul, semblant physiquement plutôt proche d’un père pour Altina.

##### Villesusaquatiqued'Erisen
La ville d'origine de Myu habitée par ses congénères ichtyothropes du Peuple des Mers, bâtie sur et entourée par l'océan.
Remia (レミア)
Voix japonaise : Sayaka Ohara
La mère de Myu.
Femme des Mers habitant la ville « susaquatique » d'Erisen, elle s'était sérieusement blessée à la jambe durant l'enlèvement de sa fille, l'empêchant malgré son inquiétude de partir à sa recherche : au retour de Myu avec le groupe de son « papa », ce dernier la fait soigner avec l'aide de Kaori.
Une jeune femme douce, compréhensive et vive d'esprit. Étant veuve du père biologique de Myu, et au su du lien filial de substitution tissé entre cette dernière et lui, elle s'autorise à badiner avec Hajime, qu'elle appelle ostensiblement « Chéri » au grand dam de ses congénères masculins (chez qui elle a beaucoup de succès).

#### Empire d'Hoelscher
Une nation humaine militariste et suprémaciste. État voyou aux mœurs régies par la force et s'adonnant au pillage, il diabolise et réduit en esclavage les Semi-Humains.
Gahard D. Hoelscher (ガハルド・D・ヘルシャー, Gaharudo D. Herushā)
Voix japonaise : Rikiya Koyama
L'empereur d'Hoelscher.
Ciblant en particulier le clan semi-humain des Haulia — radicalement passés d'Hommes-lapins réputés faibles et peureux à tueurs-nés fous furieux par l'entraînement de leur « Patron » — qui l'intéresse, ce dernier (dont son chef) est galvanisé par son mentor à régler par lui-même le problème que lui pose le souverain directement à la racine : en allant prendre sa tête ainsi que celles de tous ses nobles chez eux.
Baius D. Hoelscher (バイアス・D・ヘルシャー, Baiasu D. Herushā)
Voix japonaise : Minoru Shiraishi (ja)
Le prince héritier de vingt-six ans d'Hoelscher, premier fils de Gahard et « fiancé » politique informel de la princesse Liliana.
Il ne survit toutefois pas à la prise d'otages de leur capitale par les Haulia durant la soirée mondaine organisée au palais, se faisant exécuter pour l'exemple à cause de l'entêtement de son père à refuser les conditions de leurs assaillants.
Pourvu d'une nature abjecte et d'un esprit tordu, il révèle à la princesse au cours d'une tentative de viol (avortée sous cape par Hajime) avant mariage des aspirations obscènes pour elle.
Grid Half (グリッド・ハーフ, Guriddo Hāfu)
Voix japonaise : Shun’ichi Maki (ja)
Le capitaine du Troisième Régiment des Gardes Impériaux d'Hoelscher.
Ennemi et persécuteur personnel du clan des Haulia, sur qui il a déjà commis de nombreuses exactions par le passé avec ses troupes, il fait une fixette malveillante sur Shea et ses semblables : pendant l'arrivée de son groupe à leur capitale impériale pour accompagner Liliana, en visite officielle, il vient provoquer la Fille-lapine et tente de l'« obtenir » (dans le but assumé d'en faire son esclave sexuel), mais se fait remettre à sa place par le synergiste. Durant la prise d'otages de la ville par les Haulia, il se fait tuer au combat avec ses hommes dans les couloirs du palais par l'intéressée, qui venge les siens en l'éjectant au loin dans le ciel à coup de masse (ce qui n’est que rapporté dans le roman original).
Brute épaisse balafrée, arrogante et tyrannique qui aime tourmenter plus faible que lui, il est cependant lâche face au danger.

### Antagonistes
Ehit (エヒト, Ehito) / Ehitruje (エヒトルジュエ, Ehitorujue) (identité réelle)
L'antagoniste principal de l'histoire.
Entité originaire d'un monde détruit, il se fait passer pour une divinité dans celui de Tortus, traitant ce dernier comme un plateau de jeu et prenant un plaisir à y semer la discorde pour « jouer » avec la vie des créatures qui le peuplent : apprenant la vérité sur sa nature, les Libérateurs tentèrent (en vain) de se soulever contre lui.
Pour servir ses desseins, il a parmi la population de Tortus des disciples œuvrant pour son compte, les « Apôtres de Dieu ».
Alva (アルヴ, Aruvu) / Alvaheit (アルヴヘイト, Aruvuheito) (identité réelle)
Antagoniste secondaire de l'histoire.
Congénère serviteur d'Ehit, il œuvre par le biais d’un corps possédé comme arbitre de sa volonté en tant que « divinité » des démons de Garland.

#### Apôtres de Dieu
Les nombreux serviteurs d’Ehit, répartis dans les différentes nations de Tortus et servant la « volonté de Dieu ». Ils sont divisés en deux sous-groupes : les « Véritables » Apôtres, tacitement plus puissants, et le reste des Apôtres.
Noint (ノイント, Nointo)
Voix japonaise : Rina Satō
La neuvième « Véritable » Apôtre au service d’Ehit.
Beauté froide et mystérieuse (entre une Valkyrie et une Séraphine) aux cheveux d’argent et dont le regard vide possède un pouvoir de suggestion, elle sert d’agent manipulateur lors des changements d’ère décidés par son Dieu : sous une fausse identité de nonne, elle contribue au sein d’Heiligh à la conjuration censée faciliter son invasion à venir, conditionnant ses dirigeants dans l’ombre et séquestrant Mlle Hatayama dont l’influence auprès du peuple menace les plans de son maître.
Après sa défaite contre Hajime au cours de l’invasion, son corps sert de réceptacle de substitution à l’esprit de Kaori.
Hearst (エーアスト, Ēasuto) / « Ainz Arsalk » (アインス・アルサーク, Ainsu Arusāku) (fausse identité)
La première « Véritable » Apôtre au service d’Ehit.
Zweit (ツヴァイト, Tsuvuaito)
La deuxième « Véritable » Apôtre au service d’Ehit.
Dritter (ドリット, Doritto)
La troisième « Véritable » Apôtre au service d’Ehit.
Vierte (フィーアト, Fīato)
La quatrième « Véritable » Apôtre au service d’Ehit.
Funfte (フィンフト, Finfuto)
La cinquième « Véritable » Apôtre au service d’Ehit.
Sext (ゼクスト, Zekusuto)
La sixième « Véritable » Apôtre au service d’Ehit.
Siebente (セブンス, Sebunsu)
La septième « Véritable » Apôtre au service d’Ehit.
Ahat (アハト, Ahato) / « Ainz Arsalk » (アインス・アルサーク, Ainsu Arusāku) (fausse identité)
La huitième « Véritable » Apôtre au service d’Ehit.
Twent (ツイント, Tsuinto)
La dixième « Véritable » Apôtre au service d’Ehit.
Elft (エルフト, Erufuto)
La onzième « Véritable » Apôtre au service d’Ehit.

### Autres

#### LesLibérateurs
Un groupe décrété « rebelle » qui s’est opposé à Ehit avant l’arrivée à Tortus de la classe d’Hajime Nagumo. Leurs meneurs furent maîtres bâtisseurs des sept Grands Labyrinthes (dans lesquels ils se seraient retranchés après leur défaite), chacun détenteur d’un type de « magie divine », et sont les protagonistes de l’histoire parallèle Arifureta shokugyō de sekai saikyō Zero.
Oscar Orcus (オスカー・オルクス, Osukā Orukusu) / « O » (オー（くん / ちゃん）, Ō‐[kun/chan]) (par Milady)
Voix japonaise : Takuma Terashima (ja)
Le Libérateur créateur du Labyrinthe d’Orcus exploré sous la Ville‐relais de Horuad par les Hommes d'Heiligh avec Hajime Nagumo et ses condisciples. Deutéragoniste de l’histoire parallèle Zero.
Son squelette est découvert trônant dans sa dernière demeure quand Hajime et Yue atteignent le fin fond de son Labyrinthe pour trouver une sortie. Avant d’être enterré en bonne et due forme, il transmet par voie holographique toutes ses connaissances (avec la vérité sur Ehit et eux) ainsi que ses biens à celui qui a réussi à arriver jusqu’à lui.
Synergiste d’un orphelinat de l’ex‐Royaume de Velka (dont Horuad est établi sur l’ancienne capitale, Velnika) amateur de soubrettes à lunettes et catogan détenteur d’une magie de création, il émet la dernière volonté que son legs ne soit pas utilisé à mauvais escient.
Milady Reisen (ミレディ・ライセン, Miredi Raisen) / la « Magicienne de génie » (天才魔法少女, tensai mahō shōjo) (autoproclamé) / « La personne la plus chiante du monde » (世界一ウザい人, sekaiichi uzai hito) (par Hajime)
Voix japonaise : Yukana (ja)
La dernière meneuse des Libérateurs, créatrice du Labyrinthe caché dans les Gorges de Reisen. Deutéragoniste de l’histoire parallèle Zero.
Seule survivante de leur groupe, elle a transféré son âme dans un golem.
Ancienne fille de comte de l’ex‐Empire de Grandhart de vingt‐deux ans (bimillénaire au début de l’intrigue) blonde à queue‐de‐cheval détentrice d’une magie de gravité, elle a une personnalité irritante au possible.
Nys Gruen (ナイズ・グリューエン, Naizu Guryūen) / Nys Gruen Calliente (ナイズ・グリューエン・カリエンテ, Naizu Guryūen Kariente) (nom réel) / « Nysou » (ナっちゃん, Nacchan) (par Milady)
Voix japonaise : Satoshi Hino (ja)
Le Libérateur créateur du Labyrinthe caché dans le Volcan de Gruen. Personnage de l’histoire parallèle Zero.
Des quatre premiers Libérateurs qu'il ait pu cerner, Hajime le considère comme le plus raisonnable et exemplaire.
Guerrier calme et droit de l’ex‐Confédération de Sharod détenteur d’une magie spatiale, il émet la dernière volonté d’un avenir basé sur le libre‐arbitre.
Mayle Mélusine (メイル・メルジーネ, Meiru Merujīne) (nom d’usage) / « Maylie » (メル姉, Meru‐nē) (par Milady)
Voix japonaise : Chiwa Saitō
Le Libérateur créateur du Labyrinthe caché dans les Ruines sous‐marines de Mélusine sous l’île flottante d’Andika. Personnage de l’histoire parallèle Zero.
Douce et affable d’apparence — mais en réalité sadique et rude, elle est adorée par son homologue Elfine qui s’est constituée présidente de son groupe d’admirateurs.
Semi-Femme des Mers Semi-Vampire anciennement capitaine des Pirates Mélusine de l’ex‐Cité de forbans d’Andika détentrice d’une magie de régénération, elle émet la dernière volonté d’une vie libre régie par sa volonté propre et non Dieu.
Laus Barn (ラウス・バーン, Rausu Bān) / « Celui qui ne résiste pas » (抗わない者, aragawanai mono) (autoproclamé)
Le Libérateur créateur du Labyrinthe caché (au sein même de l’Église de la Lumière Sacrée) au Mont Divin. Personnage de l’histoire parallèle Zero.
À la suite de la destruction de l'édifice ainsi que de ses membres par Tio et Mlle Hatayama durant l'invasion d'Heiligh, avec l'élimination d'une servante d'Ehit par Hajime, sa réminiscence guide silencieusement le trio vers son cercle magique pour lui permettre d'en acquérir la magie divine.
Ancien commandant des Chevaliers de la Lumière Sacrée chauve et austère détenteur d’une magie de l'âme, sa dernière volonté ainsi que ses connaissances — presque inconnues car négligées par Nagumo — semblent (par les conditions de conquête et sa magie divine) intuitivement antidogmatiques.
Lyutillis Haltina (リューティリス・ハルツィナ, Ryūtirisu Harutsina)
Voix japonaise : Mai Nakahara
Le Libérateur créateur du Labyrinthe caché dans le Grand Arbre de la Mer d'arbres d'Haltina. Personnage de l’histoire parallèle Zero.
Découvert à ses débuts par le groupe d’Hajime, son Labyrinthe n’est entrepris qu’ultérieurement, une condition préalable étant d’en conquérir quatre autres (dont celui de Mélusine). S’excusant à travers sa projection arboréenne pour l’extrême difficulté de ses épreuves, elle révèle l’existence d’un type de magie transcendant tous les autres : la « magie conceptuelle ».
Elfine anciennement reine de l’ex‐République d’Haltina amatrice d’insectes aux airs sage, noble et majestueuse (mais secrètement masochiste à l’extrême comme Tio) détentrice d’une magie d’évolution, elle laissa pour tradition orale aux Anciens de Verbergen de guider où bon leur semble les conquérants des sept Labyrinthes au lieu de se dresser contre eux, et lègue l’une des trois magies conceptuelles de sa création : la Boussole du Guide transcendantal.
Vandre Schnee (ヴァンドゥル・シュネー, Vanduru Shunē) / « Van » (ヴァンちゃん, Van‐chan) (par Milady)
Le Libérateur créateur du Labyrinthe caché dans les Champs de neige de Schnee. Personnage de l’histoire parallèle Zero.
Ancien artiste Semi-démon Semi-dragon de l’ex‐Empire d’Igdol produit d’une union forcée et détenteur d’une magie de métamorphose, il considérait sa propre naissance comme une malédiction avant d’adopter la philosophie de ses congénères draconiques.

### Arlésiennes
Dienleed Galdea Vesperitio Avatarl (ディンリード・ガルディア・ウェスペリティリオ・アヴァタール, Dinrīdo Garudia Wesuperitirio Avatāru) / « Oncle Dien » (ディン叔父様, Din oji‐sama) (par Yue)
Voix japonaise : Yoshihisa Kawahara (ja),
L’oncle et mentor de Yue, Vampire conseiller et premier ministre du Royaume extrême‐sud‐occidental disparu d'Avatarl (ou « Dastia ») décédé avant le début de l’intrigue.
Très proche de sa nièce, qui lui vouait son affection et une confiance aveugle, il devint cependant distant avec elle après son intronisation comme Reine d’Avatarl, et la trahit même en la scellant dans le Labyrinthe d’Orcus, trois siècles auparavant : à la suite de l’éradication de leur race avec la chute de leur nation par la Sainte Église d’Ehit, son corps fut possédé par le serviteur de ce dernier.
Ayant à son époque conquis deux Grands Labyrinthes — d’Orcus et de Schnee — lors de voyages solitaires, il possédait une puissance magique certaine.
Mona Haulia (モナ・ハウリア, Mona Hauria)
Voix japonaise : Sayaka Ohara
La mère de Shea, Femme-lapine épouse du chef tribal des Haulia décédée avant le début de l’intrigue.
Un jour qu’elle consolait sa fille à cause de Semi-Humains exogènes, qui l’avaient traitée de « monstre » pour sa particularité, elle lui affirma qu’elle ne devait se soucier que de l’opinion qu’elle aurait d’elle-même, et qu’elle rencontrerait un jour des gens comme elle (peut-être même, un compagnon potentiel).
D’une santé naturellement fragile, elle finissait souvent alitée : son espérance de vie après la naissance de Shea ne dépassa pas les dix ans. Selon leurs coutumes, elle fut enterrée sous son arbre préféré de la Mer d’arbres.
Kharga Klarus (ハルガ・クラルス, Haruga Kurarusu)
Voix japonaise : Ryōkan Koyanagi (ja)
Le père de Tio, Dragon de Jais chef de clan des Hommes-dragons, et roi de l’ancien Royaume-dragon d’Astlan décédé cinq siècles avant le début de l’intrigue.
Homme sage et intelligent, malgré le meurtre barbare de sa femme il éteignit le désir de vengeance de sa fillette dans leurs derniers instants ensemble en lui apprenant l’existence de « leur véritable ennemi », et lui assura qu’un jour un être suffisamment puissant pour abattre ce Dieu rusé apparaîtra.
Leur nation, pourtant en son temps fédératrice au centre d’un monde en paix, fut décrétée « ennemie d’Ehit » par ses partisans et anéantie dans une guerre contre les Humains : à fin de permettre aux siens de survivre en vivant cachés sous le règne de son père Adul, il se sacrifia au combat en tant que souverain pour simuler l’extinction de leur espèce. Un mémorial en pierre de toutes leurs victimes (lui compris) est dressé au Village caché des Hommes-dragons.
Orna Klarus (オルナ・クラルス, Oruna Kurarusu)
La mère de Tio, Dragonne de Jais reine et épouse du chef de clan des Hommes-dragons décédée cinq siècles avant le début de l’intrigue.
Femme sage et aimable, admirée de ses sujets. Ordinairement douce, elle se transformait au combat en une force destructrice prête au sacrifice ultime pour sauver les siens.
Leur nation, pourtant en son temps fédératrice au centre d’un monde en paix, fut décrétée « ennemie d’Ehit » par ses partisans et anéantie dans une guerre contre les Humains : malgré une lutte acharnée au sommet de ses capacités, elle fut tuée et crucifiée pour servir d’« exemple » aux ennemis du Dieu corrompu. Un mémorial en pierre de toutes leurs victimes (elle compris) est dressé au Village caché des Hommes-dragons.

## Production et supports

### Light novel
Arifureta shokugyō de sekai saikyō (ありふれた職業で世界最強) est un travail original, écrit et conçu par Ryō Shirakome, qui est initialement publié sur le site au contenu généré par les utilisateurs Shōsetsuka ni narō entre le 7 novembre 2013 et le 31 octobre 2015. L'histoire principale est répartie en 8 arcs et est suivie d'une histoire supplémentaire et de trois autres se déroulant après la fin de la série principale, dont l'une d'elles est toujours en cours de publication.
Overlap a acquis les droits d'éditions de la série pour une publication imprimée, et l'a adaptée en format light novel avec des illustrations de Takayaki sous leur marque de publication Overlap Bunko à partir de juin 2015. Après l'annonce que l'adaptation de l'anime est retardée pour 2019, le huitième volume du light novel a également été retardé d'un mois, de mars à avril 2018. La série compte à ce jour douze volumes principaux. Une compilation d'histoires courtes est sortie en septembre 2019.
Une série de light novel préquelle intitulée Arifureta shokugyō de sekai saikyō Zero (ありふれた職業で世界最強　零), ou Arifureta Zero, est publiée depuis décembre 2017. À ce jour, six volumes ont été édités par Overlap.
En Amérique du Nord, l'éditeur numérique J-Novel Club (en) a acquis la licence de la série pour une version anglaise et a publié le premier chapitre le 21 février 2017. Lors de l'Anime Expo 2017, Seven Seas Entertainment a annoncé qu'il publierait une version physique des romans dans le cadre de leur collaboration avec J-Novel Club,. J-Novel Club a également obtenu la licence d'Arifureta Zero, qui est la première publication simultanée de l'éditeur.

### Bande dessinée
Une adaptation en manga, dessinée par RoGa, est prépubliée dans le webzine Comic Gardo d'Overlap depuis son lancement le 22 décembre 2016, et le premier volume tankōbon a été publié trois jours plus tard, le 25 décembre, pour coïncider avec la sortie du cinquième roman,. Cette adaptation compte à présent quinze volumes tankōbon. En Amérique du Nord, le manga est également édité par Seven Seas Entertainment depuis mars 2018,. En janvier 2020, Delcourt a annoncé l'acquisition de la licence du manga pour la version française sous le titre Arifureta : De zéro à héros et dont le premier tome est sorti en juillet 2020 dans sa collection Delcourt/Tonkam,.
Arifureta nichijō de sekai saikyō (ありふれた日常で世界最強) est une série dérivée de manga comique au format quatre cases dessinée par Misaki Mori, qui est aussi prépubliée dans le Comic Gardo  depuis le 10 juillet 2017,. Le premier volume tankōbon est publié le 25 avril 2018. La série compte à ce jour cinq volumes tankōbon.
Une adaptation des romans préquels Arifureta Zero par Ataru Kamichi est lancée dans le Comic Gardo le 23 février 2018,. Le premier volume tankōbon est publié le 25 juillet 2018. La série compte à ce jour huit volumes tankōbon.
Misaki Mori réalise également une autre série dérivée, intitulée Arifureta gakuen de sekai saikyō (ありふれた学園で世界最強), dans laquelle les personnages sont placés dans un milieu scolaire ; elle est prépubliée dans le Comic Gardo depuis 24 avril 2020.

### Adaptation animée
Le 2 décembre 2017, il a été annoncé que la série recevrait une adaptation en anime et qu'elle serait diffusée en avril 2018 sur Tokyo MX, AT-X et sur d'autres chaînes,; mais en janvier 2018, le site officiel de l'adaptation a indiqué que la diffusion de celle-ci a été repoussée jusqu'en 2019 en raison de « diverses circonstances »,,. À l'origine, la série devait être réalisée par Jun Kamiya et écrite par Kazuyuki Fudeyasu au studio d'animation White Fox et avec des character designs d'Atsuo Tobe, qui devait également être chef de l'animation. Cependant, après le report, il a été annoncé le 29 avril 2018 que Kinji Yoshimoto prendrait la relève en tant que réalisateur et que le studio asread rejoindrait White Fox pour l'animation. De plus, Chika Kojima a succédé à Atsuo Tobe en tant que character designer pour adapter les designs originaux de Takayaki, et Kazuyuki Fudeyasu a quitté son poste de scénariste,. En décembre 2018, le site officiel a annoncé que l'écriture et la supervision des scripts sont gérées par Shoichi Satō et Kinji Yoshimoto tandis que Chika Kojima occupe aussi la fonction de chef de l'animation ; la bande originale est composée par Ryō Takahashi. La série est diffusée pour la première fois au Japon entre le 8 juillet et le 7 octobre 2019 sur AT-X, et un peu plus tard sur Tokyo MX, SUN, BS11,. Elle est composée de 13 épisodes répartis dans trois coffrets Blu-ray ; par ailleurs, 2 épisodes non diffusés sont compris dans les 2e et 3e coffrets. Wakanim détient les droits de diffusion en simulcast de la série dans les pays francophones.
Une deuxième saison, dont la production est annoncée après la diffusion du dernier épisode de la première, est diffusée entre le 13 janvier et le 31 mars 2022,.
Une troisième saison est diffusée entre le 14 octobre 2024 et le 17 février 2025.

#### Musique

##### Génériques
La musique du générique d'ouverture de la première saison, FLARE, est interprétée par une collaboration de Ryō Takahashi (ja) (créditée Void_Chords feat.LIO). Celle de fermeture, Hajime no Uta (ハジメノウタ), est quant à elle interprétée par le groupe DracoVirgo (ja),.
La musique d'ouverture de la deuxième saison, Daylight, est interprétée par MindaRyn (ja). Celle de fermeture, Gedou Sanka (外道讃歌), par le groupe FantasticYouth (ja),.
Les musiques de générique pour la troisième saison sont, Unending Wish et Compass par une nouvelle collaboration (Void_Chords feat. MindaRyn (ja)) aux ouvertures ; et The other story par DOBERMAN INFINITY (ja), puis Metamorphosis par iScream (ja) en fermetures.
Les paroles des musiques de scène de la première saison sont toutes écrites par Kanro Maeda (ja), et interprétées par les comédiennes vocales principales (Yūki Kuwahara (ja), Minami Takahashi (ja), Ai Kakuma (ja), Yōko Hikasa, Saori Ōnishi (ja) et Yumiri Hanamori (ja)) dans leur rôle respectif. Celles de la troisième sont d’autres collaborations « Void_Chords feat. **** » du compositeur.

##### Bande originale
La bande originale de l'adaptation animée est composée par Ryō Takahashi (ja).

## Accueil
La série était la 27e série de light novel la plus vendue au premier semestre 2017, avec 84 372 exemplaires vendus. En mai 2017, il a été annoncé que les light novel ont atteint un total cumulé de 500 000 exemplaires. La série a franchi le cap du million de copies imprimées en avril 2018. En juillet 2018, l'éditeur Overlap a indiqué que les romans ont dépassé le 1,2 million d'exemplaires.
Rebecca Silverman d'Anime News Network a apprécié la série, la félicitant pour sa prémisse centrale et la manière dont elle est une « bonne tournure des conventions de genre » en faisant en sorte que son héros doive travailler pour son statut de héros surpuissant au lieu de le gagner immédiatement comme de nombreux protagonistes de light novel,. Elle a tout même critiqué la série pour sa représentation de la relation amoureuse entre Hajime et Yue, qu'elle a qualifiée de « malsaine », et a également estimé que la traduction anglaise n'était pas aussi bonne que certaines autres sorties de J-Novel Club.

### Sources
1. 1 2  (en) Rafael Antonio Pineda, « Seven Seas Licenses Made in Abyss, Nameless Asterism, Soul Liquid Chambers, Getter Robo Devolution Manga (Updated) : Toradora! light novels, Miss Kobayashi's Dragon Maid spinoff, Orange volume 6 also licensed; Clockwork Planet & Arifureta light novels get print release », sur Anime News Network, 3 juillet 2017 (consulté le 31 août 2018)
2. 1 2  (en) Crystalyn Hodgkins, « Arifureta: From Commonplace to World's Strongest TV Anime Reveals New Staff, Visual : Kinji Yoshimoto replaces Jun Kamiya as director for series premiering in 2019 », sur Anime News Network, 29 avril 2018 (consulté le 1er septembre 2018)
3. 1 2  (ja) Ryō Shirakome, « ありふれた職業で世界最強 », sur Shōsetsuka ni narō
4. 1 2 3  (en) Rafael Antonio Pineda, « J-Novel Club Licenses Arifureta: From Commonplace to World's Strongest Novel : 1st part now available digitally », sur Anime News Network, 21 février 2017 (consulté le 31 août 2018)
5. 1 2  (en) Alex Mateo, « J-Novel Club Licenses Arifureta Zero Prequel Novel : Prequel spinoff to receive partial simultaneous publication with Japan », sur Anime News Network, 28 décembre 2017 (consulté le 31 août 2018)
6. 1 2  (ja) « オーバーラップのWebマンガ誌が誕生、なろう小説マンガ版やオリジナル作品も », sur natalie.mu,‎ 22 décembre 2016 (consulté le 31 août 2018)
7. 1 2  (ja) « ガルドで新連載2本、現実主義勇者の内政物語&「ありふれた」ギャグ4コマ », sur natalie.mu,‎ 11 juillet 2017 (consulté le 31 août 2018)
8. 1 2  (ja) « 「黒の召喚士」天羽銀がマンガ化、戦闘狂の転生者描く痛快バトルファンタジー », sur natalie.mu,‎ 11 janvier 2018 (consulté le 31 août 2018)
9. 1 2  « Le manga Arifureta - De zéro à Héros annoncé par Delcourt / Tonkam », sur manga-news.com, 16 janvier 2020 (consulté le 16 janvier 2020)
10. 1 2  « Annonce Manga - Arifureta, de zéro à héros ! », sur Delcourt, 14 janvier 2020 (consulté le 16 janvier 2020)
11. 1 2  (en) Jennifer Sherman, « Arifureta - From Commonplace to World's Strongest Anime Reveals TV Ad, Visual, July 8 Premiere : Video previews Void_Chords feat. LIO's opening theme song "FLARE" », sur Anime News Network, 3 juin 2019 (consulté le 4 juin 2019)
12. 1 2  (ja) « ON AIR 放送情報 », sur Site officiel,‎ 4 juin 2019 (consulté le 4 juin 2019)
13. 1 2  (en) Jennifer Sherman, « Arifureta - From Commonplace to World's Strongest Anime Gets 2nd Season : Final episode of 1st season aired on Monday », sur Anime News Network, 7 octobre 2019 (consulté le 7 octobre 2019)
14. 1 2  (ja) « 「ありふれた」2期決定！桑原由気「まだみんなと、旅を続けられるなんて……！」 », sur natalie.mu,‎ 7 octobre 2019 (consulté le 7 octobre 2019)
15. 1 2  « Maître » est à comprendre en l’occurrence avec un double sens tendancieux.
16. 1 2 3 4 5 6 7 8 9 10 11 12 13 14 15 16  (ja) « STAFF＆CAST », sur Site officiel (consulté le 26 décembre 2018)
17. 1 2 3 4 5  (en) Egan Loo, « Arifureta: From Commonplace to World's Strongest Alternate-World Light Novels Get TV Anime : Toshinari Fukamachi, Yūki Kuwahara, Minami Takahashi star in White Fox's spring show », sur Anime News Network, 2 décembre 2017 (consulté le 31 août 2018)
18. 1 2  Aussi traductible par « maître alchimiste », « maître de renforcement », « formateur » ou encore « expert en forage », le synergiste (錬成師, renseishi?) désigne une classe d’« alchimiste » dans la fiction moderne.
19. 1 2  Signifiant litt. « enfant de divinité », le terme désignant une prêtresse shinto (神子, miko?) peut également se traduire par extension par « médium », « sorcière » ou encore « chamane ».
20. 1 2  Traduit litt. « lapin fâcheux/décevant ».
21. ↑  Parfois traduit par politiquement correct « la Folle » ou « la Cinglée » en version française.
22. 1 2 3 4 5 6 7 8 9  (en) Rafael Antonio Pineda, « Arifureta - From Commonplace to World's Strongest Anime's Video Reveals More Cast, Staff : Yumiri Hanamori, Yōko Hikasa, Tetsuya Kakihara, Ai Kakuma, Minoru Shiraishi join cast of July anime », sur Anime News Network, 23 mars 2019 (consulté le 23 mars 2019)
23. ↑  (en) « ドラマCD第2弾に出演する白崎香織役のキャスト公開!! », sur Site officiel,‎ 10 février 2018 (consulté le 31 août 2018)
24. ↑  « Arifureta - From Commonplace to World's Strongest (TV) - Anime News Network », sur www.animenewsnetwork.com (consulté le 16 janvier 2022)
25. ↑  (ja) « 小倉 唯 公式サイト -Yui Ogura OFFICIAL WEB SITE- », sur 小倉 唯 公式サイト -Yui Ogura OFFICIAL WEB SITE- (consulté le 16 janvier 2022)
26. ↑  Prononciation employée dans le premier chapitre de la bande dessinée.
27. ↑  Orthographe employée dans le premier chapitre de la bande dessinée.
28. 1 2 3 4 5 6 7 8 9 10 11 12 13 14 15 16 17 18 19 20 21  (en) « Arifureta - From Commonplace to World's Strongest Season 2's Additional Cast, January 13 Debut Listed », sur Anime News Network (consulté le 16 janvier 2022)
29. ↑  Chapitre 400 « Carnet de voyage à Tortus ㉙ : Une petite fille diabolique ? » (トータス旅行記㉙　魔性の幼女？), de la série d'épilogues Arifureta After Story IV (ありふれたアフターストーリーⅣ) du roman en ligne.
30. 1 2  Les Hommes des Mers n’ayant culturellement pas de nom de famille, Mayle s’en choisit un (en l’occurrence lié à l’océan) en devenant chef pirate, pour composer avec leur tradition de donner le nom du chef à son propre équipage.
31. 1 2 3  (en) Crystalyn Hodgkins, « Arifureta: From Commonplace to World's Strongest TV Anime Delayed to 2019 : Novel volume 8 with drama CD also delayed 1 month to April 25 », sur Anime News Network, 15 janvier 2018 (consulté le 31 août 2018)
32. ↑  (ja) « 2022年1月発売の注目ラノベをPickup！ ありふれた職業で世界最強／錆喰いビスコ／弱キャラ友崎くんなどの最新刊が登場 », sur Site officiel,‎ 1er janvier 2022 (consulté le 31 janvier 2022)
33. ↑  (ja) Ryō Shirakome, « ありふれた小篇集、発売のお知らせ », sur Shōsetsuka ni narō,‎ 21 septembre 2019 (consulté le 16 janvier 2020)
34. ↑  (ja) « 「ありふれた職業で世界最強 零」文庫2巻・コミックス1巻が同時発売！ », sur Site officiel,‎ 25 juillet 2018 (consulté le 12 novembre 2018)
35. ↑  (en) Karen Ressler, « Seven Seas to Publish J-Novel Club Light Novels in Print : Grimgar of Fantasy and Ash, Occultic;Nine slated for this summer », sur Anime News Network, 19 janvier 2017 (consulté le 31 août 2018)
36. ↑  (en) Scott Green, « J-Novel Club Announces the Licensing of "Arifureta Zero" : "Arifureta Zero" is a prequel and spinoff of the series "Arifureta: From Commonplace to World’s Strongest" », sur Crunchyroll, 29 décembre 2017 (consulté le 31 août 2018)
37. ↑  (en) Paul Chapman, « "Arifureta" Light Novel Series Teases Spin-Off, Drama CD, and More : Fantasy novels written by Ryo Shirakome and illustrated by Takayaki are available from J-Novel Club and Seven Seas », sur Crunchyroll, 11 novembre 2017 (consulté le 31 août 2018)
38. ↑  (ja) « ありふれた職業で世界最強 7 ドラマCD付き特装版 (オーバーラップ文庫) », sur amazon.co.jp
39. ↑  (ja) « ありふれた職業で世界最強 8　ドラマCD付き特装版 (オーバーラップ文庫) », sur amazon.co.jp
40. ↑  (ja) « アニメ「ありふれた職業で世界最強」追加キャストに日笠陽子、花守ゆみりら », sur natalie.mu,‎ 23 mars 2019 (consulté le 23 mars 2019)
41. ↑  (ja) « 「ありふれた職業で世界最強」OVAの「解放者登場シーン」を2日間限定で公開 », sur natalie.mu,‎ 13 août 2022 (consulté le 28 septembre 2022)
42. ↑  (ja) « 【12月25日付】本日発売の単行本リスト », sur natalie.mu,‎ 25 décembre 2016 (consulté le 31 août 2018)
43. 1 2 3  (ja) « 【1月25日付】本日発売の単行本リスト », sur natalie.mu,‎ 25 janvier 2025 (consulté le 25 janvier 2025)
44. ↑  (en) Karen Ressler, « Seven Seas Licenses Arifureta Manga, Didn't I Say to Make My Abilities Average in the Next Life?! Light Novels & Manga : Seven Seas is also publishing original Arifureta novels », sur Anime News Network, 11 septembre 2017 (consulté le 31 août 2018)
45. ↑  (en) « Arifureta: From Commonplace to World’s Strongest (Manga) Vol. 1 », sur Seven Seas Entertainment, 13 mars 2018 (consulté le 31 août 2018)
46. ↑  (ja) « 【コミックガルド】7月10日、ガルド3作品を公開しました！ », sur blog.over-lap.co.jp,‎ 23 février 2018 (consulté le 31 août 2018)
47. ↑  (ja) « 「ありふれた職業で世界最強」森みさきがコメディ4コマ化、1巻が発売 », sur natalie.mu,‎ 25 avril 2018 (consulté le 31 août 2018)
48. ↑  (ja) « 【ガルド新連載大攻勢】第２弾「ありふれた職業で世界最強 零」新連載スタート！！！ », sur blog.over-lap.co.jp,‎ 23 février 2018 (consulté le 31 août 2018)
49. ↑  (ja) « 「ありふれた職業で世界最強」前史描く外伝「零」コミカライズ版1巻が発売 », sur natalie.mu,‎ 25 juillet 2018 (consulté le 31 août 2018)
50. ↑  (ja) « 「ありふれた学園で世界最強」「信者ゼロの女神サマ～」コミカライズ版の新連載 », sur natalie.mu,‎ 25 avril 2020 (consulté le 24 juin 2020)
51. ↑  (ja) « 「ありふれた職業で世界最強」TVアニメ化！異世界召喚された男子のファンタジー », sur natalie.mu,‎ 2 décembre 2017 (consulté le 1er septembre 2018)
52. ↑  (en) Kara Dennison, « Get Your Isekai on with "Arifureta" Anime Adaptation : New light-novel-turned-anime teases an April start date. », sur Crunchyroll, 3 décembre 2017 (consulté le 1er septembre 2018)
53. ↑  (ja) « 4月アニメ「ありふれた職業で世界最強」が放送延期に », sur natalie.mu,‎ 15 janvier 2018 (consulté le 1er septembre 2018)
54. ↑  (en) Mikikazu Komatsu, « TV Anime "Arifureta: From Commonplace to World's Strongest" Postponed to 2019 : WHITE FOX (Is The Order a Rabbit?) has been reportedly working on anime production », sur Crunchyroll, 15 janvier 2018 (consulté le 1er septembre 2018)
55. ↑  (ja) « 「ありふれた職業で世界最強」新ビジュアル公開、スタッフ情報も明らかに », sur natalie.mu,‎ 29 avril 2018 (consulté le 1er septembre 2018)
56. ↑  (ja) « アニメ新ビジュアル公開！メインスタッフ発表！ », sur Site officiel,‎ 29 avril 2018 (consulté le 1er septembre 2018)
57. ↑  (ja) « TVアニメ2019年7月放送開始予定！新規キービジュアルも到着！ », sur Site officiel,‎ 20 décembre 2018 (consulté le 26 décembre 2018)
58. ↑  (ja) « Blu-ray : 「ありふれた職業で世界最強」Blu-ray BOX ③ », sur Site officiel,‎ 29 juin 2019 (consulté le 2 juillet 2019)
59. ↑  (ja) « Blu-ray情報公開!! BOX①は10月30日発売決定！ », sur Site officiel,‎ 29 juin 2019 (consulté le 2 juillet 2019)
60. ↑  Wakanim (@Wakanim), « 🔥 Annonce série : ARIFURETA 🔥 », sur Twitter,‎ 27 juin 2019 (consulté le 27 juin 2019)
61. ↑  (ja) « 総集編 オルクス大迷宮 », sur Site officiel,‎ 9 août 2019 (consulté le 9 août 2019)
62. ↑  (ja) « ありふれた職業で世界最強 Blu-ray BOX② », sur over-lap.co.jp (consulté le 15 juillet 2019)
63. ↑  (ja) « ありふれた職業で世界最強 Blu-ray BOX③ », sur over-lap.co.jp (consulté le 15 juillet 2019)
64. ↑  (ja) « 「ありふれた職業で世界最強」7月8日放送開始、第3弾KV・先行上映会など新情報 », sur natalie.mu,‎ 3 juin 2019 (consulté le 3 juin 2019)
65. ↑  (ja) « EDアーティスト発表！ », sur Site officiel,‎ 29 mai 2019 (consulté le 3 juin 2019)
66. ↑  (en) « Arifureta - From Commonplace to World's Strongest Season 2 Anime's 2nd Promo Video Reveals, Previews Opening Theme Song », sur Anime News Network (consulté le 16 janvier 2022)
67. ↑  (ja) « FantasticYouth、『ありふれた職業で世界最強』『アリスフィクション』テーマ曲を担当 », sur BARKS (consulté le 16 janvier 2022)
68. ↑  (en) Egan Loo, « Top-Selling Light Novels in Japan by Series: 2017 (First Half) : Sword Art Online sells 707,300, followed by Konosuba, Re:Zero, your name., The Saga of Evil Tanya », sur Anime News Network, 1er juin 2017 (consulté le 1er septembre 2018)
69. ↑  (ja) « オーバーラップ文庫刊『ありふれた職業で世界最強』がシリーズ累計50万部を突破　最新6巻もいよいよ発売 », sur ln-news.com/,‎ 23 mai 2017 (consulté le 1er septembre 2018)
70. ↑  (ja) « 『ありふれた職業で世界最強』がシリーズ累計100万部を突破　2019年にはTVアニメの放送も予定 », sur ln-news.com/,‎ 25 avril 2018 (consulté le 1er septembre 2018)
71. ↑  (ja) « 【ガルド】７月刊「ありふれた職業で世界最強 零１」「異世界魔法は遅れてる！③」本日７月２５日発売！ », sur blog.over-lap.co.jp,‎ 25 juillet 2018 (consulté le 1er septembre 2018)
72. 1 2  (en) Rebecca Silverman, « Review : Arifureta - From Commonplace to World's Strongest Novel 1 », sur Anime News Network, 22 mai 2017 (consulté le 1er septembre 2018)
73. ↑  (en) Rebecca Silverman, « Spring 2017 Manga Guide: Light Novel Roundup », sur Anime News Network, 2 juin 2017 (consulté le 1er septembre 2018)

### Œuvres

#### Édition japonaise
Light novel
Arifureta shokugyō de sekai saikyō
1. 1 2  (ja) « Tome 01 », sur Overlap
2. 1 2  (ja) « Tome 02 », sur Overlap
3. 1 2  (ja) « Tome 03 », sur Overlap
4. 1 2  (ja) « Tome 04 », sur Overlap
5. 1 2  (ja) « Tome 05 », sur Overlap
6. 1 2  (ja) « Tome 06 », sur Overlap
7. 1 2  (ja) « Tome 07 », sur Overlap
8. 1 2  (ja) « Tome 07 (édition spéciale) », sur Overlap
9. 1 2  (ja) « Tome 08 », sur Overlap
10. 1 2  (ja) « Tome 08 (édition spéciale) », sur Overlap
11. 1 2  (ja) « Tome 09 », sur Overlap
12. 1 2  (ja) « Tome 10 », sur Overlap
13. 1 2  (ja) « Tome 10 (édition spéciale) », sur Overlap
14. 1 2  (ja) « 小篇集 », sur Overlap
15. 1 2  (ja) « Tome 11 », sur Overlap
16. 1 2  (ja) « Tome 12 », sur Overlap
17. 1 2  (ja) « Tome 13 », sur Overlap
18. 1 2  (ja) « Tome 13 (édition spéciale) », sur Overlap
19. 1 2  (ja) « Tome 14 », sur Overlap

Arifureta shokugyō de sekai saikyō Zero
1. 1 2  (ja) « Tome 01 », sur Overlap
2. 1 2  (ja) « Tome 02 », sur Overlap
3. 1 2  (ja) « Tome 03 », sur Overlap
4. 1 2  (ja) « Tome 04 », sur Overlap
5. 1 2  (ja) « Tome 05 », sur Overlap
6. 1 2  (ja) « Tome 06 », sur Overlap

Manga
Arifureta shokugyō de sekai saikyō
1. 1 2  (ja) « Tome 01 », sur Overlap
2. 1 2  (ja) « Tome 02 », sur Overlap
3. 1 2  (ja) « Tome 03 », sur Overlap
4. 1 2  (ja) « Tome 04 », sur Overlap
5. 1 2  (ja) « Tome 05 », sur Overlap
6. 1 2  (ja) « Tome 06 », sur Overlap
7. 1 2  (ja) « Tome 07 », sur Overlap
8. 1 2  (ja) « Tome 08 », sur Overlap
9. 1 2  (ja) « Tome 09 », sur Overlap
10. 1 2  (ja) « Tome 10 », sur Overlap
11. 1 2  (ja) « Tome 11 », sur Overlap
12. 1 2  (ja) « Tome 12 », sur Overlap
13. 1 2  (ja) « Tome 13 », sur Overlap
14. 1 2  (ja) « Tome 14 », sur Overlap
15. 1 2  (ja) « Tome 15 », sur Overlap
16. 1 2  (ja) « Tome 16 », sur Overlap

Arifureta nichijō de sekai saikyō
1. 1 2  (ja) « Tome 01 », sur Overlap
2. 1 2  (ja) « Tome 02 », sur Overlap
3. 1 2  (ja) « Tome 03 », sur Overlap
4. 1 2  (ja) « Tome 04 », sur Overlap
5. 1 2  (ja) « Tome 05 », sur Overlap

Arifureta shokugyō de sekai saikyō Zero
1. 1 2  (ja) « Tome 01 », sur Overlap
2. 1 2  (ja) « Tome 02 », sur Overlap
3. 1 2  (ja) « Tome 03 », sur Overlap
4. 1 2  (ja) « Tome 04 », sur Overlap
5. 1 2  (ja) « Tome 05 », sur Overlap
6. 1 2  (ja) « Tome 06 », sur Overlap
7. 1 2  (ja) « Tome 07 », sur Overlap
8. 1 2  (ja) « Tome 08 », sur Overlap

Arifureta gakuen de sekai saikyō
1. 1 2  (ja) « Tome 01 », sur Overlap

#### Édition française
Manga
Arifureta : De zéro à héros
1. 1 2  (fr) « Tome 01 », sur Delcourt
2. 1 2  (fr) « Tome 02 », sur Delcourt
3. 1 2  (fr) « Tome 03 », sur Delcourt
4. 1 2  (fr) « Tome 04 », sur Delcourt
5. 1 2  (fr) « Tome 05 », sur Delcourt
6. 1 2  (fr) « Tome 06 », sur Delcourt
7. 1 2  (fr) « Tome 07 », sur Delcourt
8. 1 2  (fr) « Tome 08 », sur Delcourt
9. 1 2  (fr) « Tome 09 », sur Delcourt
10. 1 2  (fr) « Tome 10 », sur Delcourt
11. 1 2  (fr) « Tome 11 », sur Delcourt
12. 1 2  (fr) « Tome 12 », sur Delcourt
13. 1 2  (fr) « Tome 13 », sur Delcourt
14. 1 2  (fr) « Tome 14 », sur Delcourt

Arifureta : Origines
1. 1 2  (fr) « Tome 01 », sur Delcourt
2. 1 2  (fr) « Tome 02 », sur Delcourt
3. 1 2  (fr) « Tome 03 », sur Delcourt
4. 1 2  (fr) « Tome 04 », sur Delcourt
5. 1 2  (fr) « Tome 05 », sur Delcourt
6. 1 2  (fr) « Tome 06 », sur Delcourt
7. 1 2  (fr) « Tome 07 », sur Delcourt
8. 1 2  (fr) « Tome 08 », sur Delcourt